# Sphegocephala philanthoides
Sphegocephala philanthoides är en biart som beskrevs av Henri Saussure 1890. Sphegocephala philanthoides ingår i släktet Sphegocephala och familjen vägbin. Inga underarter finns listade i Catalogue of Life.